# Procedimento operacional padrão
Procedimento Operacional Padrão (POP') é uma descrição detalhada de todas as operações necessárias para a realização de uma tarefa, ou seja, é um roteiro padronizado para realizar uma atividade.
O POP pode ser aplicado, por exemplo, numa empresa cujos colaboradores trabalhem em três turnos, sem que os trabalhadores desses turnos se encontrem e que, por isso, executem a mesma tarefa de modo diferente. Um POP destinado ao guarda lotado em um condomínio, por exemplo, indica-lhe o número de rondas a realizar, o que deve levar consigo em cada ronda e as regras a aplicar em caso de incidente detectado durante uma delas.
A maioria das empresas que empregam este tipo de formulário possui um Manual de Procedimentos que é originado a partir do fluxograma da organização.
O termo também pode ser usado jocosamente para se referir a práticas que não são construtivas, mas uma espécie de norma. Nas Filipinas, por exemplo, "POP" é o termo usado para se referir à corrupção generalizada dentro do governo e suas instituições.

## Instruções de trabalho
Consideradas como o instrumento mais simples do rol das informações técnicas e gerenciais da área da qualidade, as Instruções de Trabalho – IT -  também conhecidas como NOP (Norma Operacional Padrão) ou POP (Procedimento Operacional Padrão), têm uma importância capital dentro de qualquer processo funcional cujo objetivo básico é rastrear operações, mediante uma padronização, os resultados esperados por cada tarefa executada (Colenghi, 2007).
Quando da elaboração de uma IT, mais importante do que a forma é essencial colocar todas as informações necessárias ao bom desempenho da tarefa, e não deve ser ignorado que a Instrução é um instrumento destinado a quem realmente vai executar a tarefa, ou seja, o operador. Preferencialmente, as IT deverão ser “elaboradas” pelos próprios operadores, executores de cada tarefa.
Itens
- Procedimentos de segurança para realizar a atividade
- A seleção e uso adequado de recursos e ferramentas
- Condições para assegurar a repetição do desempenho dentro das variações previstas ao longo do tempo

Os principais passos para se elaborar um POP, são :
1.	Nome do POP (nome da atividade/processo a ser trabalhado)

2.	Objetivo do POP (A quê ele se destina, qual a razão da sua atual existência e importância)

3.	Documentos de referência (Quais documentos poderão ser usados ou consultados quando alguém for usar ou seguir o POP ? Podem ser Manuais, outros POP’s, Códigos, etc)

4.	Local de aplicação (Aonde se aplica aquele POP? Ambiente ou Setor ao qual o POP é destinado)

5.	Siglas (Caso siglas sejam usadas no POP, dar a explicação de todas : DT = Diretor Técnico ; MQ = Manual da Qualidade, etc)

6.	Descrição das etapas da tarefa com os  executantes e responsáveis.

Há um detalhe muito importante. Executante é uma coisa, responsável é outra. Pode acontecer que o executante seja a mesma pessoa responsável, mas nem sempre isso acontece.

7.	Se existir algum fluxograma relativo a essa tarefa, como um todo, ele pode ser agregado nessa etapa.

8.	Informar o local de guarda do documento ; aonde ele vai ficar guardado e o responsável pela guarda e atualização.

9.	Informar freqüência de atualização (Digamos, de 12 em 12 meses )

10.	Informar em quais meios ele será guardado (Eletrônico ou computador ou em papel)

11.	Gestor do POP (Quem o elaborou)

12.	Responsável por ele.